# シフクノトキ
「シフクノトキ」は、LiSAの楽曲。作詞はLiSA、作曲は堀江晶太が担当した。2022年6月1日にSACRA MUSICから配信リリースされた。

## 背景
今作は、自身もCMに出演しているカバヤ食品「ピュアラルグミ」の書き下ろしソング。5月31日に同グミ「pina!パイン」の全国発売されるタイミングに合わせ、アンバサダーに就任。「ピュアラルグミを食べている瞬間を至福のとき、自分自身に戻っていく瞬間を“私服のとき”」と捉え、聴く人それぞれの日常に寄り添ったメッセージソングになっている。
1ヶ月後の7月31日にミュージックビデオが公開され、愛犬「ころも」が出演している。